# 毓鋌
奉恩輔國公毓鋌（1915年7月16日—？），閒散宗室溥鉁第一子，母妾馮氏，其父為馮大，果親王系第十代。
他在民國四年六月（1915年）出生，民國七年十二月（合1919年）成為奉恩輔國公溥閻的養子，次年八月（1919年）接替養父成為果親王第十代，但因為果親王並非世襲罔替的爵位，因此他的封爵只是奉恩輔國公。